# Piacenza d'Adige
Piacenza d'Adige là một đô thị thuộc tỉnh Padova vùng Veneto, located about 70 km về phía tây nam của Venezia và cách khoảng 40 km về phía tây nam của Padova. Tại thời điểm ngày 31 tháng 12 năm 2004, đô thị này có dân số 1.371 người và diện tích 18,6 km².
Piacenza d'Adige giáp các đô thị: Badia Polesine, Casale di Scodosia, Lendinara, Masi, Megliadino San Vitale, Merlara, Ponso, Sant'Urbano, Santa Margherita d'Adige, Vighizzolo d'Este.